# Soczewki (obwód brzeski)
Soczewki (biał. Сачыўкі, Saczyuki; ros. Сочивки, Socziwki) – agromiasteczko na Białorusi, w obwodzie brzeskim, w rejonie janowskim, w sielsowiecie Soczewki.

## Historia
W XIX i w początkach XX w. położone były w Rosji, w guberni grodzieńskiej, w powiecie kobryńskim, w gminie Drużyłowicze. Nosiły wówczas nazwę Saczywki.
W dwudziestoleciu międzywojennym leżały w Polsce, w województwie poleskim, w powiecie drohickim, do 12 kwietnia 1928 w gminie Drużyłowicze, następnie w gminie Janów. W 1921 wieś liczyła 442 mieszkańców, zamieszkałych w 84 budynkach, w tym 428 Białorusinów, 7 Polaków i 7 Żydów. 434 mieszkańców było wyznania prawosławnego, 7 mojżeszowego i 1 ewangelickiego.
Po II wojnie światowej w granicach Związku Sowieckiego. Od 1991 w niepodległej Białorusi.